# Лонгар
Лонгар je био илирски краљ дарданског племена у периоду од 231—206. п. н. е,  Сви његови претходници на краљевском трону, почев од краља Бардила, у грчким изворима називали су се илирским краљевима. Лонгар је први који је изричито именован дарданским краљем. 

## Војне активности
После Келтске најезде на Делфе, за Дарданце се није чуло четири деценије и вероватно су се опорављали од галске инвазије. За то време успели су да консолидују своје границе на северу, проширивши се у долине Мораве и Нишаве на рачун Трибала. Међусобни односи балканских племена, без учешћа Грчке и Македоније, нису занимали тадашње писце, па ти догађаји нису нигде забележени. 
На југу, између Дарданије и Македоније, били су Пеонци. У другој половини 3. века п. н. е. илирско-македонски ратови наставили су се произилазећи из жеље македонских краљева за територијалним ширењем на штету Дарданаца, посебно против Пеонаца. Пеонци су били изложени сталним македонским нападима, па су се придружили разним антимакедонским коалицијама, покушавајући да одрже независност.
Током 231. п. н. е. Дарданци, предвођени Лонгаром, нападају Пеонце и уништавају њихов главни град Билазора. У важној бици 229. п. н. е. Дарданци поражавају Македонце предвођене македонским краљем Дeмeтријем II у њиховој тежњи за ширењем на север. Деметриje је вероватно страдао у једној од битака, па је Антигон Давсон преузео гувернерство уместо малолетног Филип V. За кратко време Антигон III је победиo Дарданце предвођене Лонгаром, заузела део Пеоније и изградила град Антигону, на главном путу за ширење на север. Град су насељавали етолски Грци.
Тада је Дарданија за суседа имала Краљевину Ардију, која је у то време ступила на историјску сцену. Његов краљ Агрон склопио је савез са македонским краљем Деметријем II. Док је Деметрије ратовао са Дарданима, Ардијејци су ратовали и пустошили западне грчке обале. Јачање илирске државе под Агроном и Теутом није ишло у прилог Дарданцима. Били су спремни да подрже погранична племена, којима је Агрон наметнуо своју власт, у њиховој борби за независност. Током 230. године. пне Теута је послала велике снаге да нападну Епир и ослабио његове северне границе. Лонгар је снажно утицао на погранична племена, вероватно и војно, и они су се придружили Дарданији. Теута је прекинула кампању у Епиру, а Сцердилаидас се вратио и потиснуо Лонгара у Дарданију.